# Carideus

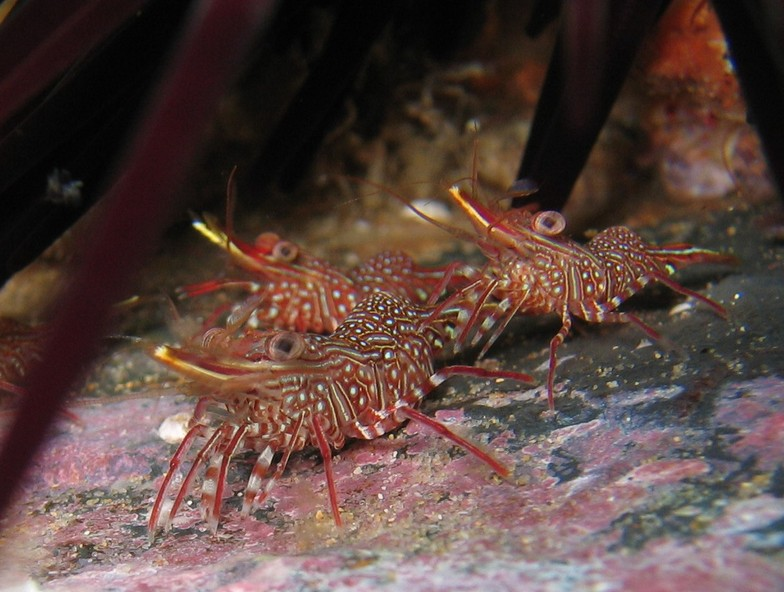
Rhynchocinetes sp.

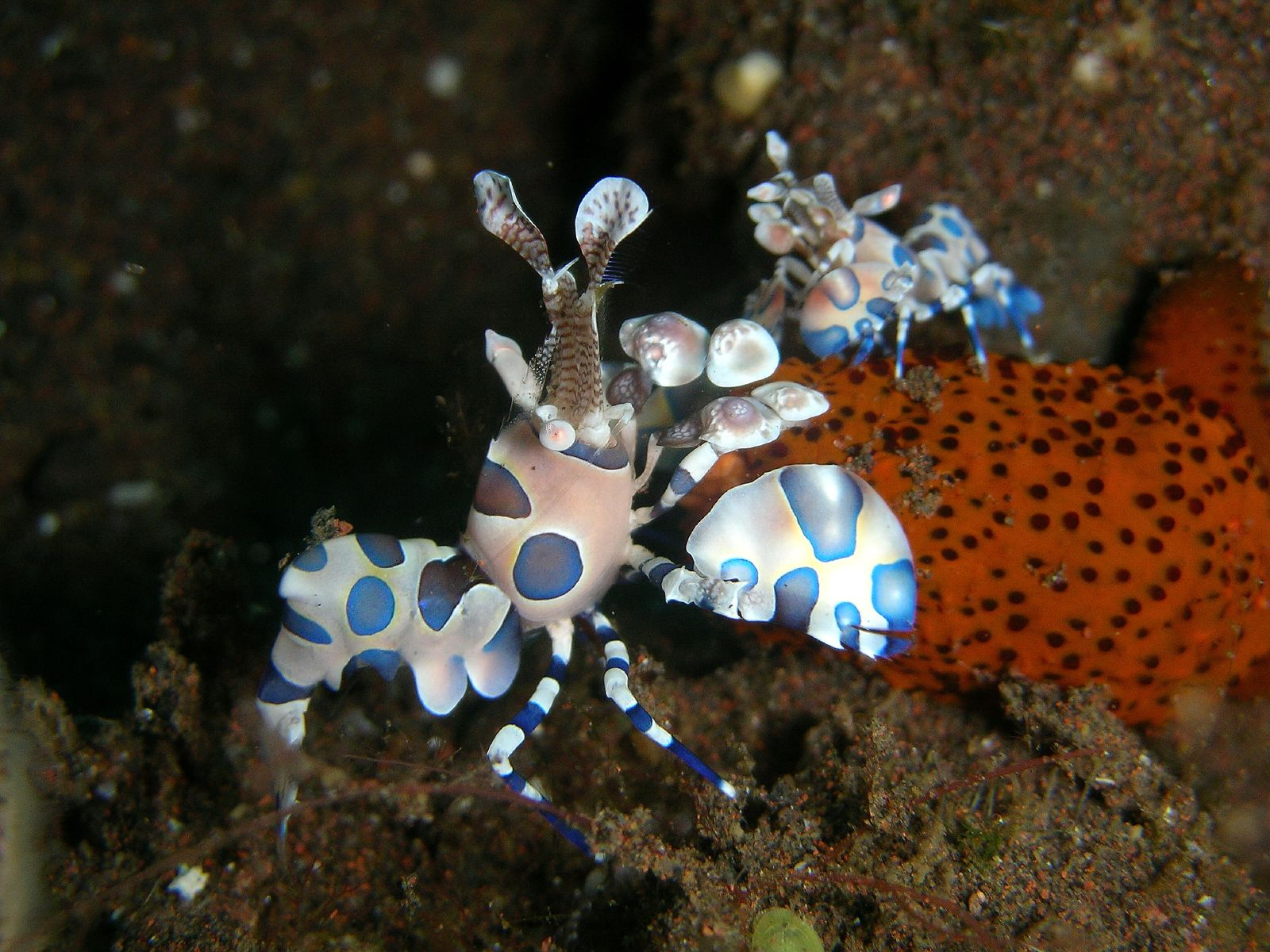
Hymenocera picta

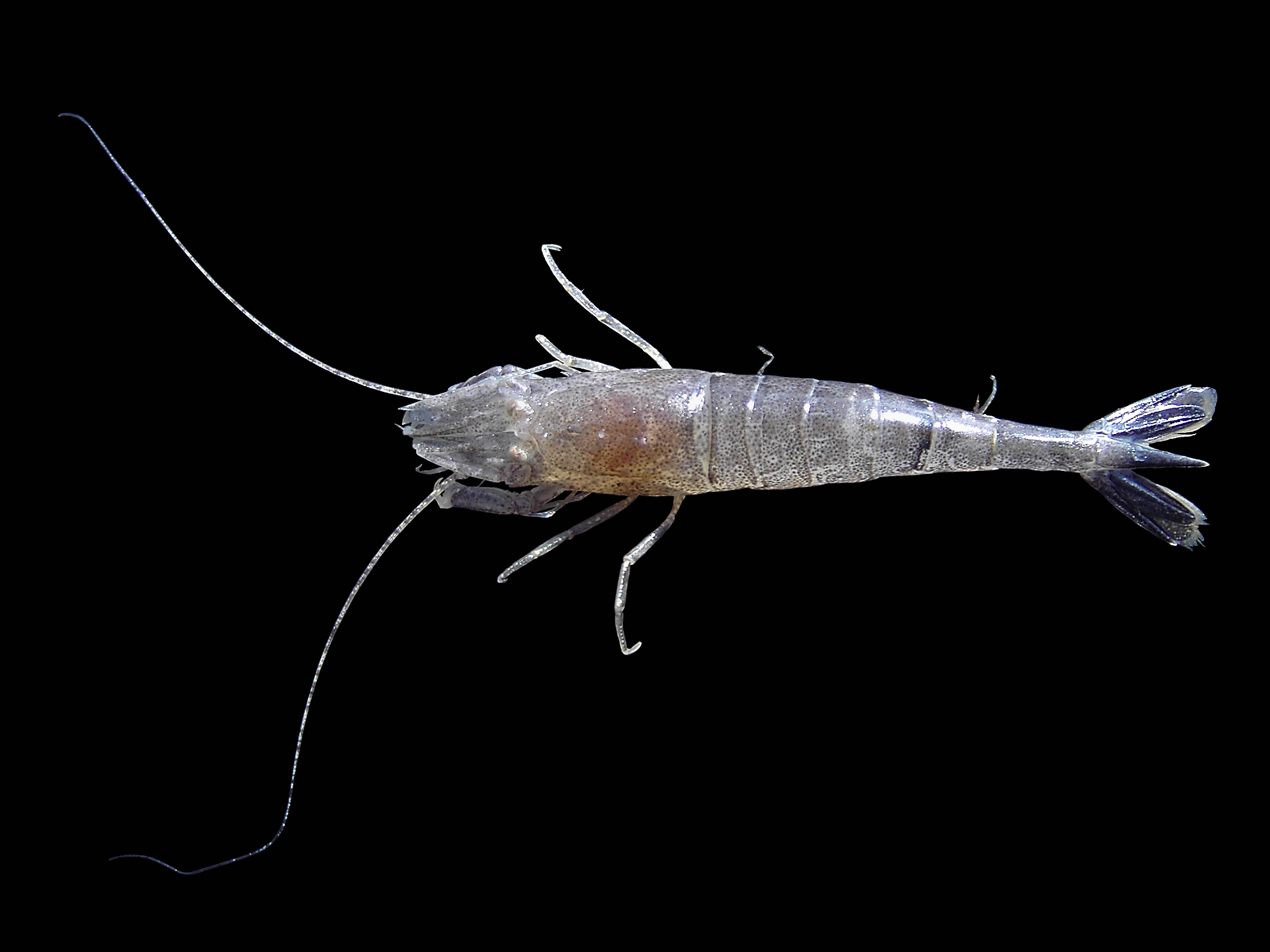
Crangon crangon

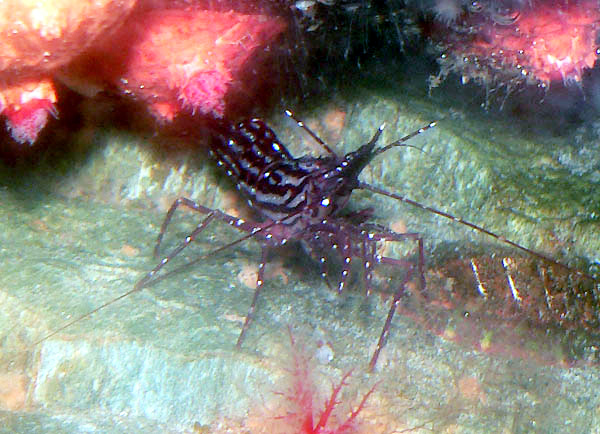
Pandalopsis lucidirimicola

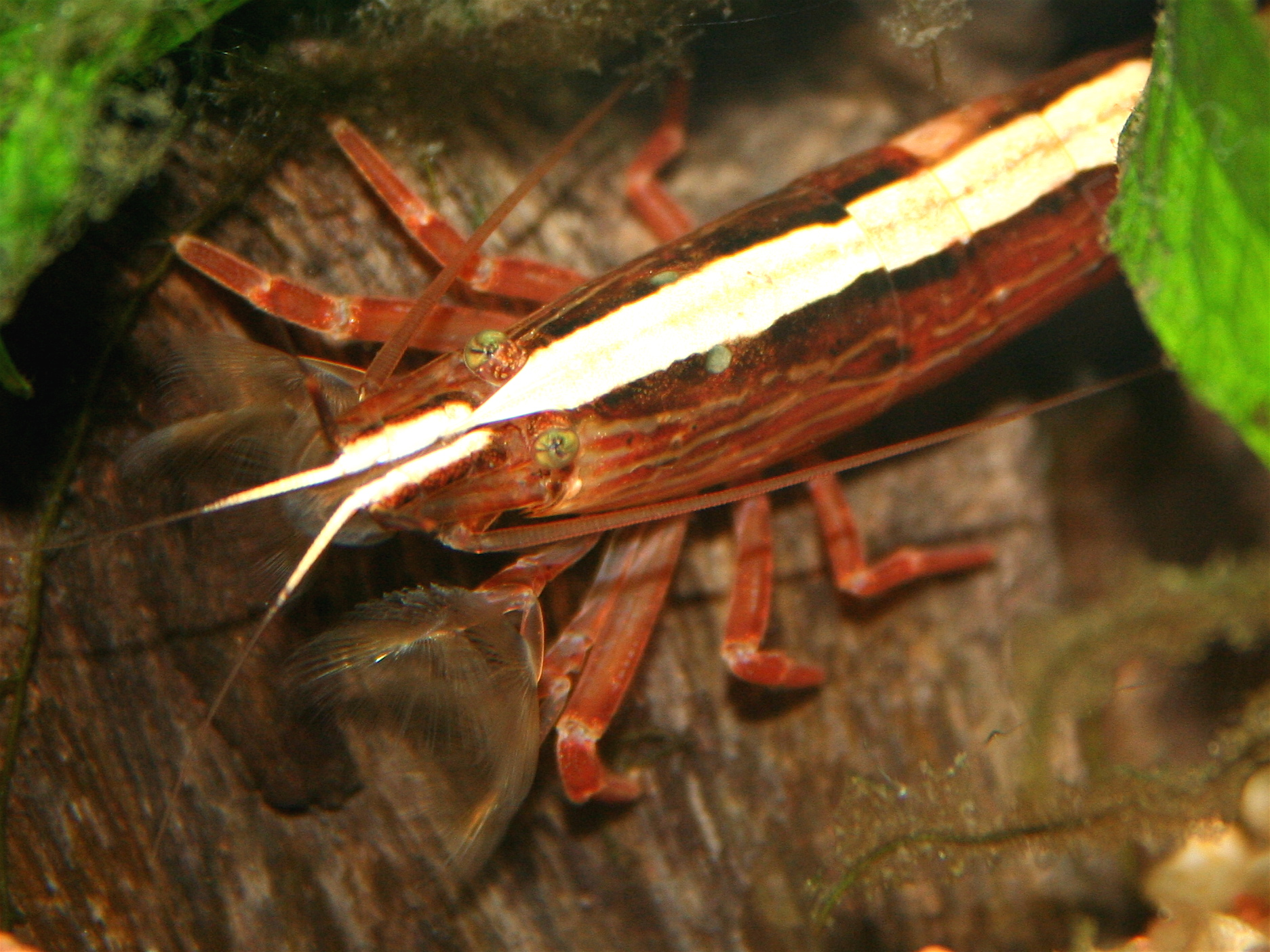
Atyopsis moluccensis

Els carideus (Caridea) són un infraordre de crustacis decàpodes del subordre dels pleociemats i compren una gran part de les espècies conegudes popularment com a gambes, com per exemple la gamba panxuda (Plesionika edwardsii), diversos tipus de gambetes (palemònids), la gamba gavatxa (Dugastella valentina) o la gamba d'alguer (Crangon crangon).

## Morfologia
Són un dels grups més nombrosos dels decàpodes, i es caracteritzen per ser nedadores i tenir el tercer parell de pereiopodis que no acaba en pinça, i això les diferencia dels estenopodideus. La pleura del segon segment abdominal cobreix la part posterior de la pleura del primer segment, tret que els diferencia de penèids, aristèids i sergèstids grups amb els quals té una semblança aparent amb el cos comprimit lateralment (gambes).

## Taxonomia
L'infraordre dels carideus se subdivideix en les següents superfamílies:
Superfamília Alpheoidea Rafinesque, 1815
- Família Alpheidae Rafinesque, 1815
- Família Barbouriidae Christoffersen, 1987
- Família Bythocarididae Christoffersen, 1987
- Família Hippolytidae Spence Bate, 1888
- Família Lysmatidae Dana, 1852
- Família Merguiidae Christoffersen, 1987
- Família Ogyrididae Holthuis, 1955
- Família Thoridae Kingsley, 1879

Superfamília Atyoidea de Haan, 1849
- Família Atyidae de Haan, 1849

Superfamília Bresilioidea Calman, 1896
- Família Agostocarididae Hart & Manning, 1986
- Família Alvinocarididae Christoffersen, 1986
- Família Bresiliidae Calman, 1896
- Família Disciadidae Rathbun, 1902
- Família Pseudochelidae De Grave & Moosa, 2004

Superfamília Campylonotoidea Sollaud, 1913
- Família Bathypalaemonellidae de Saint Laurent, 1985
- Família Campylonotidae Sollaud, 1913

Superfamília Crangonoidea Haworth, 1825
- Família Crangonidae Haworth, 1825
- Família Glyphocrangonidae Smith, 1884

Superfamília Nematocarcinoidea Smith, 1884
- Família Eugonatonotidae Chace, 1937
- Família Lipkiidae Burukovsky, 2012
- Família Nematocarcinidae Smith, 1884
- Família Rhynchocinetidae Ortmann, 1890
- Família Xiphocarididae Ortmann, 1895

Superfamília Oplophoroidea Dana, 1852
- Família Acanthephyridae Spence Bate, 1888
- Família Oplophoridae Dana, 1852

Superfamília Palaemonoidea Rafinesque, 1815
- Família Desmocarididae Borradaile, 1915
- Família Euryrhynchidae Holthuis, 1950
- Família Palaemonidae Rafinesque, 1815
- Família Typhlocarididae Annandale & Kemp, 1913

Superfamília Pandaloidea Haworth, 1825
- Família Chlorotocellidae Komai, Chan & De Grave, 2019
- Família Pandalidae Haworth, 1825

Superfamília Pasiphaeoidea Dana, 1852
- Família Pasiphaeidae Dana, 1852

Superfamília Physetocaridoidea Chace, 1940
- Família Physetocarididae Chace, 1940

Superfamília Processoidea Ortmann, 1890
- Família Processidae Ortmann, 1890

Superfamília Psalidopodoidea Wood Mason & Alcock, 1892
- Família Psalidopodidae Wood Mason & Alcock, 1892

Superfamília Stylodactyloidea Bate, 1888
- Família Stylodactylidae Bate, 1888